# Han Xiandi
Liu Xie, znany jako Han Xiandi, Xian Di (chiń. upr. 汉献帝; chiń. trad. 漢獻帝; pinyin Hàn Xiàndì; Wade-Giles Han Hsien-ti; ur. 21 kwietnia 181, zm. 234), panował między 189 a 220. Był ostatnim cesarzem Chin z dynastii Han. Został zmuszony siłą do abdykacji na rzecz syna generała Cao Cao, Cao Pi pozostając jedynie z tytułem księcia Shanyang.
Xiandi był synem cesarza Linga i bratem cesarza Shaodi (znanego później jako Liu Bian króla Hongnong.) Zasiadł na tronie w 189 roku po usunięciu jego brata z tronu przez generała Dong Zhuo. To posunięcie było widocznym znakiem dla innych możnowładców, że Dong posiada kontrolę nad nowym cesarzem. Jednakże, po zamordowaniu Dong Zhuo w 192, Xiandi, który był jedynie marionetką, znalazł się w trudnej sytuacji. W Luoyang dowódcy wojskowi uznali formalnie jego władzę, ale nie udzielili mu żadnej pomocy. W końcu, w 196 Xiandi podporządkował się woli generała Cao Cao. Generał wykorzystując wpływ jaki miał na cesarza, rozpoczął kampanie wojskowe, których ekspansja została dopiero zatrzymana pokonaniem Cao Cao przez Sun Quana w bitwie o Czerwone Klify. Wpłynęło to na pozostawienie poza wpływami Cesarstwa Han ziem Sun Quana (księstwo Wu) i Liu Beia. W 220, dynastia Han definitywnie upadła na rzecz syna Cao Cao, Cao Pi. Koniec 400-letniego panowania dynastii Han rozpoczęło okres Trzech Królestw.
Mimo że Xiandi został zdegradowany do rangi szlacheckiej (księcia Shanyang), żył komfortowo i cieszył się doskonałym traktowaniem. Xiandi zmarł w 234 roku w wieku 54 lat, 14 lat po upadku jego dynastii.

## Obraz cesarskiej rodziny
Przyszły cesarz Xian urodził się w 181 roku, jako dziecko cesarza Linga i jego konkubiny Wang. Podczas jej ciąży, konkubina Wang bojąc się żony cesarza, cesarzowej He, wzięła leki powodujące poronienie, ale nie zadziałały na jej organizm. Niedługo potem wydała na świat księcia Xie. Zazdrosna cesarzowa He otruła ją poprzez dodanie trucizny do jej  ryżowej kaszy. Cesarz Ling był wściekły i chciał cesarzową usunąć, ale eunuchowie błagali o jej sprawie przez co nie została odsunięta od dworu cesarskiego. Książę Xie został wychowany osobiście przez cesarzową-matkę Dong i był znany jako „panicz Dong” (z tego powodu mówi się, że przesądziło to o jego wejściu na tron. Cesarz Ling miał wielu synów, ale tylko książę Xie i jego starszy brat książę Bian byli znani pod tym tytułem. Książę Bian, który był  wychowywany przez maga Shi Zimiao (史子眇), znany był pod tytułem „panicza Shi”. Książę Bian został urodzony przez cesarzową i był starszy, ale cesarz Ling widział jego zachowanie jako będącego niedostatecznie poważnego i dlatego rozważał czy książę Xie nie miałby zostać następcą, ale jego wahanie spowodowało, że nie podjął decyzji.
Kiedy zmarł cesarz Ling w 189 roku, potężny eunuch, któremu wierzył, Jian Shuo chciał najpierw zabić brata cesarzowej He, He Jina i posadzić księcia Xie na tronie. Wpadł jednak w pułapkę na spotkaniu z He i musiał uznać za cesarza księcia Bian.  Rok później młody cesarz ustanowił księcia Xie, „księciem Bohai”, a później zmienił jego tytuł na „księcia Chenliu (陈留王, Chénliúwáng).
Cesarz Xian został piętnastym władcą po Liu Bangu i ostatnim cesarzem dynastii Han.

## Abdykacja i śmierć
15 marca 220 roku zmarł dowódca cesarskiej armii Cao Cao. Spadkobierca generała, syn Cao Pi niedługo potem siłą zmusił do abdykacji cesarza Xiana na własną korzyść stając się cesarzem Wenem, kończąc tym panowanie dynastii Han. Cao Pi stabilizuje swoją dynastię „Cao Wei” (Kontroluje jednak tylko północną część państwa Han, zwaną teraz Królestwem Wei). Xiandi musi zadowolić się tytułem Księcia Shanyang. Umiera w roku 234, zostaje pochowany z szacunkiem jak poprzedni cesarze w ceremoniach Han. Jego wnuk Liu Kang (劉康) rządził księstwem przez kolejne 81 lat. Po kolejnych dwóch książętach ród cesarza Xiana wygasł z powodu najazdów barbarzyńców w okresie panowania dynastii Jin.

## Nazwy er panowania Xiandi
- Yonghan (永漢, Yŏnghàn) 189
- Chuping (初平, Chūpíng) 190-193
- Xingping (興平, Xīngpíng) 194-195
- Jian’an (建安, Jìan’ān) 196-220
- Yankang (延康, Yánkāng) 220

## Genealogia
|  |  |                                                |                                                |                                                |                                                |                                                |                                                |  |  |                                           |                                           | Konkubina Wang (zm. 181)                  | Konkubina Wang (zm. 181)                  | Konkubina Wang (zm. 181)                  | Konkubina Wang (zm. 181)                  | Konkubina Wang (zm. 181) | Konkubina Wang (zm. 181) |                                         |                                         |                                         |                                         |                                         |                                         | Cesarz Ling (159 - 181) | Cesarz Ling (159 - 181) | Cesarz Ling (159 - 181)                        | Cesarz Ling (159 - 181)                        | Cesarz Ling (159 - 181)                        | Cesarz Ling (159 - 181)                        |                                                |                                                |  |  |                                         |                                         |                                         |                                         |                                         |                                         |  |  |                          |                          |                          |                          |                          |                          |  |  |                         |                         |                         |                         |                         |                         |
|  |  |                                                |                                                |                                                |                                                |                                                |                                                |  |  |                                           |                                           | Konkubina Wang (zm. 181)                  | Konkubina Wang (zm. 181)                  | Konkubina Wang (zm. 181)                  | Konkubina Wang (zm. 181)                  | Konkubina Wang (zm. 181) | Konkubina Wang (zm. 181) |                                         |                                         |                                         |                                         |                                         |                                         | Cesarz Ling (159 - 181) | Cesarz Ling (159 - 181) | Cesarz Ling (159 - 181)                        | Cesarz Ling (159 - 181)                        | Cesarz Ling (159 - 181)                        | Cesarz Ling (159 - 181)                        |                                                |                                                |  |  |                                         |                                         |                                         |                                         |                                         |                                         |  |  |                          |                          |                          |                          |                          |                          |  |  |                         |                         |                         |                         |                         |                         |
|  |  |                                                |                                                |                                                |                                                |                                                |                                                |  |  |                                           |                                           |                                           |                                           |                                           |                                           |                          |                          |                                         |                                         |                                         |                                         |                                         |                                         |                         |                         |                                                |                                                |                                                |                                                |                                                |                                                |  |  |                                         |                                         |                                         |                                         |                                         |                                         |  |  |                          |                          |                          |                          |                          |                          |  |  |                         |                         |                         |                         |                         |                         |
|  |  |                                                |                                                |                                                |                                                |                                                |                                                |  |  |                                           |                                           |                                           |                                           |                                           |                                           |                          |                          |                                         |                                         |                                         |                                         |                                         |                                         |                         |                         |                                                |                                                |                                                |                                                |                                                |                                                |  |  |                                         |                                         |                                         |                                         |                                         |                                         |  |  |                          |                          |                          |                          |                          |                          |  |  |                         |                         |                         |                         |                         |                         |
|  |  | Cesarzowa Fu Shou (zm. 214)                    | Cesarzowa Fu Shou (zm. 214)                    | Cesarzowa Fu Shou (zm. 214)                    | Cesarzowa Fu Shou (zm. 214)                    | Cesarzowa Fu Shou (zm. 214)                    | Cesarzowa Fu Shou (zm. 214)                    |  |  | Cesarzowa Cao Jie (zm. 237) córka Cao Cao | Cesarzowa Cao Jie (zm. 237) córka Cao Cao | Cesarzowa Cao Jie (zm. 237) córka Cao Cao | Cesarzowa Cao Jie (zm. 237) córka Cao Cao | Cesarzowa Cao Jie (zm. 237) córka Cao Cao | Cesarzowa Cao Jie (zm. 237) córka Cao Cao |                          |                          | Cesarz Xian (181 - 234)                 | Cesarz Xian (181 - 234)                 | Cesarz Xian (181 - 234)                 | Cesarz Xian (181 - 234)                 | Cesarz Xian (181 - 234)                 | Cesarz Xian (181 - 234)                 |                         |                         | Konkubina Dong (ścięta w 200) córka Dong Cheng | Konkubina Dong (ścięta w 200) córka Dong Cheng | Konkubina Dong (ścięta w 200) córka Dong Cheng | Konkubina Dong (ścięta w 200) córka Dong Cheng | Konkubina Dong (ścięta w 200) córka Dong Cheng | Konkubina Dong (ścięta w 200) córka Dong Cheng |  |  | Konkubina Cao Xian (曹憲)               | Konkubina Cao Xian (曹憲)               | Konkubina Cao Xian (曹憲)               | Konkubina Cao Xian (曹憲)               | Konkubina Cao Xian (曹憲)               | Konkubina Cao Xian (曹憲)               |  |  | Konkubina Cao Hua (曹華) | Konkubina Cao Hua (曹華) | Konkubina Cao Hua (曹華) | Konkubina Cao Hua (曹華) | Konkubina Cao Hua (曹華) | Konkubina Cao Hua (曹華) |  |  | Cesarz Shao (173 - 190) | Cesarz Shao (173 - 190) | Cesarz Shao (173 - 190) | Cesarz Shao (173 - 190) | Cesarz Shao (173 - 190) | Cesarz Shao (173 - 190) |
|  |  | Cesarzowa Fu Shou (zm. 214)                    | Cesarzowa Fu Shou (zm. 214)                    | Cesarzowa Fu Shou (zm. 214)                    | Cesarzowa Fu Shou (zm. 214)                    | Cesarzowa Fu Shou (zm. 214)                    | Cesarzowa Fu Shou (zm. 214)                    |  |  | Cesarzowa Cao Jie (zm. 237) córka Cao Cao | Cesarzowa Cao Jie (zm. 237) córka Cao Cao | Cesarzowa Cao Jie (zm. 237) córka Cao Cao | Cesarzowa Cao Jie (zm. 237) córka Cao Cao | Cesarzowa Cao Jie (zm. 237) córka Cao Cao | Cesarzowa Cao Jie (zm. 237) córka Cao Cao |                          |                          | Cesarz Xian (181 - 234)                 | Cesarz Xian (181 - 234)                 | Cesarz Xian (181 - 234)                 | Cesarz Xian (181 - 234)                 | Cesarz Xian (181 - 234)                 | Cesarz Xian (181 - 234)                 |                         |                         | Konkubina Dong (ścięta w 200) córka Dong Cheng | Konkubina Dong (ścięta w 200) córka Dong Cheng | Konkubina Dong (ścięta w 200) córka Dong Cheng | Konkubina Dong (ścięta w 200) córka Dong Cheng | Konkubina Dong (ścięta w 200) córka Dong Cheng | Konkubina Dong (ścięta w 200) córka Dong Cheng |  |  | Konkubina Cao Xian (曹憲)               | Konkubina Cao Xian (曹憲)               | Konkubina Cao Xian (曹憲)               | Konkubina Cao Xian (曹憲)               | Konkubina Cao Xian (曹憲)               | Konkubina Cao Xian (曹憲)               |  |  | Konkubina Cao Hua (曹華) | Konkubina Cao Hua (曹華) | Konkubina Cao Hua (曹華) | Konkubina Cao Hua (曹華) | Konkubina Cao Hua (曹華) | Konkubina Cao Hua (曹華) |  |  | Cesarz Shao (173 - 190) | Cesarz Shao (173 - 190) | Cesarz Shao (173 - 190) | Cesarz Shao (173 - 190) | Cesarz Shao (173 - 190) | Cesarz Shao (173 - 190) |
|  |  |                                                |                                                |                                                |                                                |                                                |                                                |  |  |                                           |                                           |                                           |                                           |                                           |                                           |                          |                          |                                         |                                         |                                         |                                         |                                         |                                         |                         |                         |                                                |                                                |                                                |                                                |                                                |                                                |  |  |                                         |                                         |                                         |                                         |                                         |                                         |  |  |                          |                          |                          |                          |                          |                          |  |  |                         |                         |                         |                         |                         |                         |
|  |  |                                                |                                                |                                                |                                                |                                                |                                                |  |  |                                           |                                           |                                           |                                           |                                           |                                           |                          |                          |                                         |                                         |                                         |                                         |                                         |                                         |                         |                         |                                                |                                                |                                                |                                                |                                                |                                                |  |  |                                         |                                         |                                         |                                         |                                         |                                         |  |  |                          |                          |                          |                          |                          |                          |  |  |                         |                         |                         |                         |                         |                         |
|  |  | Liu Feng (劉馮) Książę Nanyang (ur. i zm. 200) | Liu Feng (劉馮) Książę Nanyang (ur. i zm. 200) | Liu Feng (劉馮) Książę Nanyang (ur. i zm. 200) | Liu Feng (劉馮) Książę Nanyang (ur. i zm. 200) | Liu Feng (劉馮) Książę Nanyang (ur. i zm. 200) | Liu Feng (劉馮) Książę Nanyang (ur. i zm. 200) |  |  | Liu Xi (劉熙) Książę Jiying (ur. 204)     | Liu Xi (劉熙) Książę Jiying (ur. 204)     | Liu Xi (劉熙) Książę Jiying (ur. 204)     | Liu Xi (劉熙) Książę Jiying (ur. 204)     | Liu Xi (劉熙) Książę Jiying (ur. 204)     | Liu Xi (劉熙) Książę Jiying (ur. 204)     |                          |                          | Liu Yi (劉懿) Książę Shanyang (ur. 204) | Liu Yi (劉懿) Książę Shanyang (ur. 204) | Liu Yi (劉懿) Książę Shanyang (ur. 204) | Liu Yi (劉懿) Książę Shanyang (ur. 204) | Liu Yi (劉懿) Książę Shanyang (ur. 204) | Liu Yi (劉懿) Książę Shanyang (ur. 204) |                         |                         | Liu Miao (劉邈) Książę Jibei (ur. 204)         | Liu Miao (劉邈) Książę Jibei (ur. 204)         | Liu Miao (劉邈) Książę Jibei (ur. 204)         | Liu Miao (劉邈) Książę Jibei (ur. 204)         | Liu Miao (劉邈) Książę Jibei (ur. 204)         | Liu Miao (劉邈) Książę Jibei (ur. 204)         |  |  | Liu Dun (劉敦) Książę Donghai (ur. 204) | Liu Dun (劉敦) Książę Donghai (ur. 204) | Liu Dun (劉敦) Książę Donghai (ur. 204) | Liu Dun (劉敦) Książę Donghai (ur. 204) | Liu Dun (劉敦) Książę Donghai (ur. 204) | Liu Dun (劉敦) Książę Donghai (ur. 204) |  |  |                          |                          |                          |                          |                          |                          |  |  |                         |                         |                         |                         |                         |                         |